# Cmentarz żydowski w Węgrowie
Cmentarz żydowski w Węgrowie – kirkut mieści się przy obecnych ulicach Bohaterów Warszawy, Przemysłowej i Berka Joselewicza (dawniej przy ul. Wróblewskiego). Został założony w połowie XVIII wieku. Był również miejscem pochówku Żydów warszawskich do czasu powstania kirkutu na Bródnie w 1780 r. W czasie okupacji Niemcy dokonywali na nim egzekucji węgrowskich Żydów (w latach 1943-1944 zlikwidowali oni masowe mogiły, paląc pozostałe szczątki na terenie węgrowskich Piasków, gdzie znajdował się obóz nazywany Małą Treblinką). Po wojnie wzniesiono na miejscu kirkutu Państwowy Ośrodek Maszynowy i Zespół Szkół Zawodowych. Obecnie na dawnym kirkucie mieści się lapidarium składające się z ocalałych macew, które wzniesiono w 1982. Zachowało się około 400 nagrobków, z których najstarszy pochodzi z 1789.